# プライド (一条ゆかりの漫画)
『プライド』は、一条ゆかりによる日本の漫画作品。月刊『コーラス』（集英社）にて2002年12月号から2010年2月号まで連載された。2007年、第11回文化庁メディア芸術祭マンガ部門優秀賞受賞。2010年9月21日時点で単行本全12巻の累計発行部数は300万部超を記録。2009年1月17日に、実写映画が公開された。また、2010年12月には舞台化した。

## あらすじ
オペラ歌手を志す麻見史緒は音大卒業を控えたある日、ハウスクリーニングのバイトで家に来た、同じくオペラ歌手を志す苦学生の緑川萌と知り合う。直後、史緒は父の経営する会社が倒産し、イタリア留学してプロを目指すという予定が不可能になってしまう。2人は優勝者に留学と帰国後のCDデビューの権利が与えられるコンクールで再会。史緒の尊大な態度に傷つき嫉妬していた萌は、決勝で史緒の出番直前に「あなたのお母さんはあなたを庇って死んだのよ」という衝撃的な事実を言い放ち、その言葉に動揺した史緒を舞台で失敗させて優勝をもぎ取る。
その後2人はひょんなことから、史緒の大学の同級生で無一文同然の史緒を助けてくれた恩人、池之端蘭丸の母 奈津子が経営するクラブ「プリマドンナ」で働き始める。史緒は一度は断念した留学を果たすため、結婚を取引だというクィーンレコード副社長 神野隆と婚約する。顔も見たくないほど嫌い合う史緒と萌だったが、一緒に歌うと自分の実力以上のものが引き出されることに気づく。
ピアノの蘭丸と史緒・萌3人での演奏はクラブ・プリマドンナの客達に好評を博し、客の中にテレビ局のプロデューサーがいたことから音楽オーディション番組にユニット「SRM」として出演することになる。その番組を見た広告代理店の東はSRMに注目し、手がけている清涼飲料水のCM曲に推すが、すでにeikoという歌手（実は神野の腹違いの妹）を使うことがほぼ決まっており、スポンサーの意向を覆すには至らなかった。
史緒はウィーン、萌はイタリア、蘭丸はニューヨークへと旅立つが、SRMを諦めきれない東の奔走で改めてCMに起用されることになり、録音や撮影、ライブ出演と、度々故郷の日本で顔を合わすことになる。史緒、萌、蘭丸、そして神野隆を巻き込み、日本、ウィーン、イタリア、ニューヨークを舞台にオペラと人間模様を描く。

## 登場人物
麻見 史緒（あさみ しお）
有名なオペラ歌手であった木原さわこの娘で、プライドは高いが素直で正直な生粋のお嬢様気質の持ち主。母を幼いころに亡くし、それ以来ずっと片親のためファザコン気味。美人でスタイルも良く、歌手としての技量もかなりのものだが、優等生の歌い方で（萌いわく「つまらない歌い方」）、技量で劣る萌のほうが相手の心に届く表現力を持っていることから「自分の歌には一番大切な感動がない」と落ち込む。蘭丸を好きになるが、気持ちがすれ違っている段階で「僕は立場にふさわしい妻を、君はパトロンを手に入れる、これは結婚という名の取引だ」と言う神野隆のプロポーズを受け入れてしまう。クラブ「プリマドンナ」で歌手として働いた後ウィーンへ留学し、そこでマレーネというライバルに出会う。ばらの騎士のオクタヴィアン役でのデビューを目指して「春の声コンクール」に出場し、日本人初の二位となった。声質はドラマチコでソプラノからアルトまでの声域を持つ（母のさわこはリリコソプラノで、その可憐さから東洋のカナリアと称されていた）。
池之端 蘭丸（いけのはた らんまる）
クラブ「プリマドンナ」のオーナー奈津子のひとり息子。プリマドンナでは女装して「蘭」の名でピアノを演奏していた。史緒のことが好き。大学院に進学するも器用貧乏な自分に行き詰まりを感じていたところを天才ピアニスト・ベティに誘われ、ワールドツアーにスタッフ（実状は雑用係）として参加するため渡米。そのツアーでベティとツインピアノでオリジナル曲を1曲演奏し、世界デビューを果たす。デビューの折、ベティに「若い男と共演するとファンがうるさい」と女装させられ、ファンやマスコミには女と思われている。史緒・萌とのユニット名「SRM」を考えたのは彼（由来は、Sio Rannmaru Moe）。
緑川 萌（みどりかわ もえ）
オペラ歌手を目指す学生。裏表が激しく、普段は明るく真面目な人物として振舞うが、史緒などの自分が気に入らない相手に対してはひがみっぽく残忍な面を見せる。母一人子一人だが、金と男にだらしなく萌が働いて得た授業料にまで手をだす母親を殺したいほど憎んでいる。神野に思いを寄せ、彼の想い人である史緒に激しく嫉妬している。歌の技術は不足しているものの、感情を込めて歌う表現力は特出していて、その来歴から「暗いヒステリックな歌」を歌わせたら右に出るものはいない。
神野 隆（じんの たかし）
レコード会社クィーンレコードの御曹司であり副社長。史緒に対しては結婚を取引だと言い、史緒と婚約したが、本心は初恋の人・木原さわこの娘で彼女に生き写しの史緒に一目ぼれしたのが事実である。映子は腹違いの妹。一見冷酷そうだが、映子や史緒など好意を抱いている相手に対しては、忙しい時間を割いて気遣いを示す優しい面も持ち合わせている。
eiko（橘映子）
神野隆の腹違いの妹。母はかつてクイーンレコードからデビューしたジャズ歌手で、橘は母の姓。ピアノの腕と作編曲能力、歌唱力はかなりのもの。蘭丸に好意を抱いており史緒にも懐いているが、萌のことは「ガツガツ女」と評して好いてない。成人しているが、童顔で小柄なので年齢より若く見える。
緑川 多美子（みどりかわ たみこ）
緑川萌の母。キャバクラに勤めていて、昔の夢はオペラ歌手。今は男と酒に溺れている。逢う度に萌の金をせびる。時には萌の居場所を知るため、会社に問い詰めたこともある。ゆえに神野からは嫌われている。萌に殺されそうになったこともある。
ルディ・シュタイン
ウィーン生まれウィーン育ちのオペラ歌手。史緒が留学するウィーンの市立音楽学院の教授も務めている。51歳になるまで20年以上、通常は女性が演じるばらの騎士のオクタヴィアンを演じ、元帥夫人までこなせる奇跡のカウンターテナー。少年期にはウィーン少年合唱団にも所属していた。音楽には厳しいがナルシストで自由奔放な性格。同性愛者で、史緒の父親に片思いをしていて舞台でオクタヴィアンを演じる自分を見せて惚れさせようと企んでいたが、史緒の父親は同じ舞台でゾフィーを演じていたさわこの方に惚れてしまい、不本意ながらも二人の愛のキューピットとなった。ベティとは昔なじみで、ベティいわく「あいつの性格は嫌いだけど声は好きよ」。
ベティ
世界的に有名な天才ピアニスト。気難しくてプライドが高く、女王様気質。ピアノを弾く時の出だしの両手を掲げて背を反らす「白鳥のポーズ」がトレードマークで、この時の背の反り具合で調子が解るらしい。蘭丸の見た目と音楽の才能に惚れ込み、自分の元に置いて一流のアーティストに育て上げて行く。幼い頃、教会に捨てられていたという過去を持つ。ルディとは昔なじみで、ルディいわく「あの性格であの美しい音は奇跡だね」。
レナート・パロッティ
神に祝福された奇跡の声を持つオペラ歌手。神野隆やルディと親しく、史緒にウィーンへの留学を進めて彼女の運命を変えた人物。
マレーネ
ルディの生徒。お互いに認め合う史緒の良きライバル。母親のエバは学院の校長で、かつてさわこにプリマドンナを取って代わられたオペラ歌手。学院一の実力の持ち主で、見た目は可憐で愛らしいが努力家で気は強い。
アンドレ
ルディの生徒のテノール歌手。史緒やマレーネと親しく、アンドレの小部屋というブログも開設している。洞察力に優れていて、表現も的確。

## 映画

### キャスト
- 麻見史緒 - ステファニー
- 緑川萌 - 満島ひかり
- 池之端蘭丸 - 渡辺大
- 神野隆 - 及川光博
- 緑川多美 - キムラ緑子
- 松島春子 - 五大路子
- 麻見総一郎 - ジョン・カビラ
- 東野さやか（特別出演） - 黒川智花
- 有森秘書（友情出演） - 新山千春
- 池之端菜都子 - 高島礼子
- 山本教授 - 由紀さおり
- 星野権三郎 - 長門裕之

### スタッフ
- 監督 - 金子修介
- 脚本 - 高橋美幸、伊藤秀裕
- プロデューサー - 坂井洋一、伊藤秀裕
- 撮影 - 高間賢治
- 音楽 - 清水信之
- 主題歌 - ステファニー「Pride〜A Part of Me〜 feat.SRM」
- オペラ歌唱吹き替え - 中村初惠、相原れいな
- 製作プロダクション - エクセレント・フィルムズ
- 製作委員会 - ヘキサゴン・ピクチャーズ、SMEレコーズ、マーベラスエンターテイメント、エクセレント・フィルムズ
- 上映時間 - 126分

### DVD
- プライド デラックス版（2009年8月5日）

## 舞台
2010年12月、シアタークリエにて公演。
キャスト
- 麻見史緒 - 笹本玲奈
- 緑川萌 - 新妻聖子
- 池之端蘭丸- 佐々木喜英
- 神野隆- 鈴木一真

スタッフ
- 脚本 - 大石静
- 演出 - 寺崎秀臣
- 音楽 - 佐橋俊彦